# Wasserhochbehälter (Brandoberndorf)

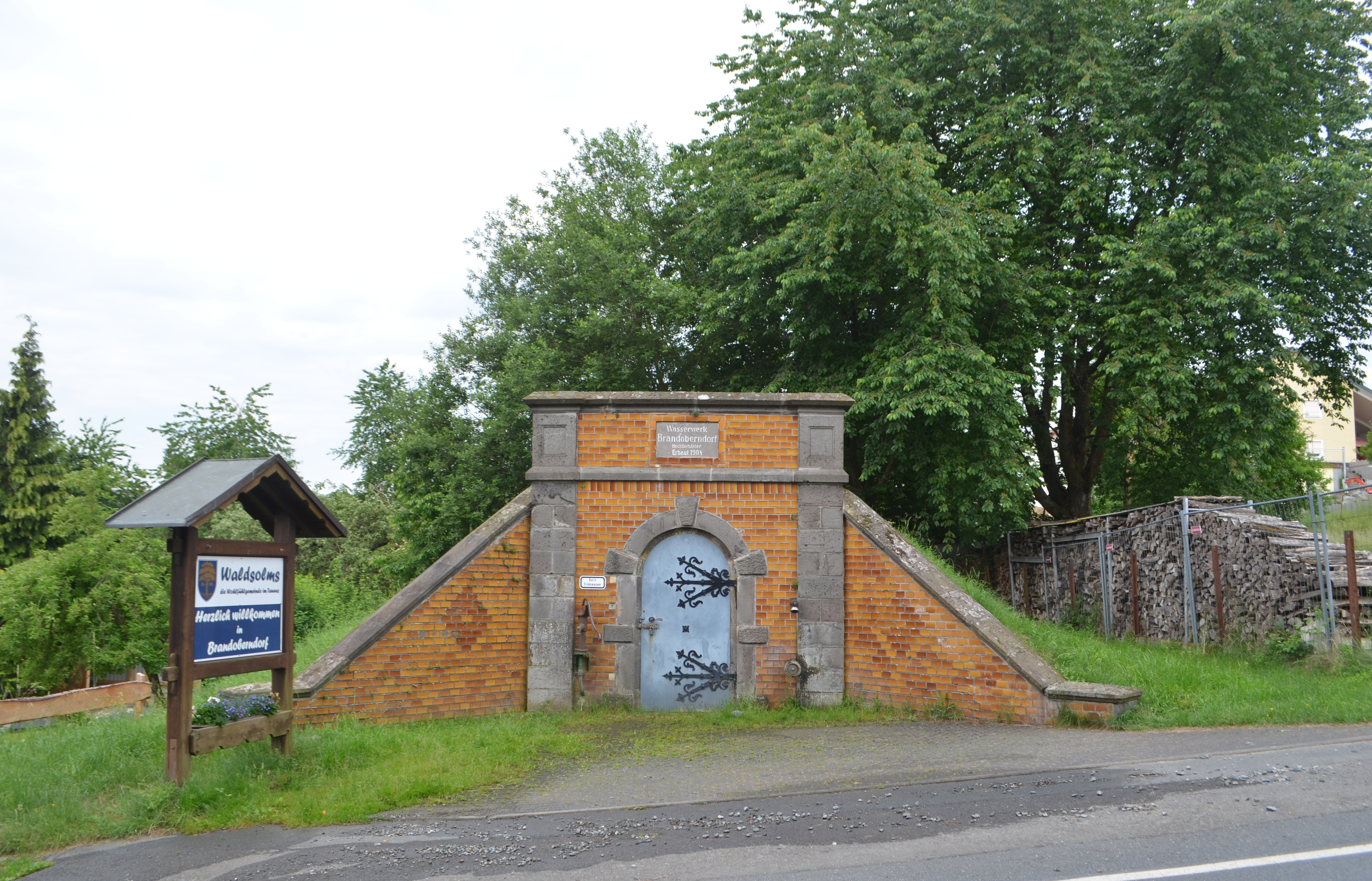
Wasserhochbehälter in Brandoberndorf

Der Wasserhochbehälter in Brandoberndorf, einem Ortsteil der Gemeinde Waldsolms im mittelhessischen Lahn-Dill-Kreis, wurde 1904 errichtet. Der Wasserhochbehälter am nördlichen Ortsausgang an der Schnurgasse ist ein geschütztes Kulturdenkmal.
Der Zugang ist als rundbogiges Portal mit rahmenden Lisenen aus Werkstein gestaltet. Die alte Tür hat schmiedeeiserne Beschläge aus der Erbauungszeit. Das Mauerwerk ist mit glasierten Ziegeln verkleidet.
Der Wasserhochbehälter gehört zu den frühen Beispielen der Wasserversorgung im Altkreis Usingen.